# Galbella turneri
Galbella turneri es una especie de escarabajo del género Galbella, familia Buprestidae. Fue descrita científicamente por Théry en 1941.